# Nokia E60
Nokia E60 je pametni telefon klasične oblike podjetja Nokia, ki deluje na platformi S60. Spada v družino Nokia Eseries.

### Opisi
- Nokia E60 - alaTEST.com Arhivirano 2007-09-27 na Wayback Machine.
- E60  Arhivirano 2008-10-15 na Wayback Machine.
- GSM Arena
- infoSync World Arhivirano 2006-10-16 na Wayback Machine.
- Mobile Review - part 1 and part 2
- Nokia E60 Arhivirano 2008-12-07 na Wayback Machine. na about-nokia.com
- Nokia E60 na Softpedia